# Amy Gillett
Amy Gillett (geboren als Amy Elizabeth Safe; Adelaide, 6 januari 1976 - Auma, 18 juli 2005) was een Australische wielrenster en roeister.
De onder de geboortenaam Amy Safe in Adelaide geboren Gillet begon haar sportieve carrière als roeister. Als zodanig nam ze deel aan de Olympische Spelen van 1996 in Atlanta en werd zij vijfde bij de vrouwen acht met stuurvrouw.
In 2000, toen ze niet voor de Spelen werd geselecteerd, was ze actief als wielrenster. Ze was aanvankelijk vooral actief op de baan, maar legde zich steeds meer toe op de weg.

## Overlijden
Op 18 juli 2005 kwam zij om tijdens een ongeluk bij een trainingssessie nabij het Duitse Zeulenroda, waar ze met haar ploeggenotes aan het trainen was voor de Ronde van Thüringen.